# Nina Kraviz
Nina Kraviz (1982, Irkutsk) es una DJ, cantante y productora musical rusa. Su estilo musical varía entre el acid techno, el minimal techno y el deep house. Es una de las DJs femeninas más reputadas del techno contemporáneo. 

## Vida y carrera
Kraviz tuvo varios oficios hasta que a finales de la década de los 2000 su carrera musical despegara. Organizadora de un programa de radio local de Irkutsk y redactora para un fanzine. Fue aceptada en la Red Bull Music Academy en Seattle en 2005, sin embargo, no pudo asistir ya que no pudo obtener una visa, así que asistió al año siguiente en el evento de Melbourne. Comenzó pichando en 2008 en el Club Propaganda de Moscú.
Kraviz lanzó su álbum debut homónimo en febrero de 2012 a través del sello discográfico Rekids, con críticas positivas mixtas.

### 2014: Trip (трип) Recordings
Kraviz comenzó su propio sello discográfico en 2014, llamado трип (Trip) recordings. Su sello se caracteriza por incluir música tanto de talentos emergentes como veteranos de la música como Aphex Twin aka Universal Indicator, Marc Acardipane aka Pitch Hiker, K-Hand, Exos, Steve Stoll, entre otros.
A través de трип, artistas emergentes han potenciado su carrera tales como PTU, Bjarki, Vladimir Dubyshkin, Roma Zuckerman y más recientemente AADJA y Cerrot.
трип se caracteriza por el estilo trippy y versátil del techno que va desde lo clásico hasta lo más experimental, donde se le da valor al techno experimental en sus diversas gamas. Cada producción tiene un concepto claro detrás de sí. En трип se han sellado producciones de techno clásico, experimental, raw, acid, ambient, minimal así como de IDM y más recientemente Trance y Psy trance (género que Nina Kraviz ha ido incorporando al sello desde el 2019 con el álbum conceptual Locus Error.
Mezcló el cuadragésimo octavo álbum de mezclas DJ-Kicks, que se lanzó en enero de 2015.
El 15 de octubre de 2018, Nina Kraviz pinchó en el primer piso de la torre Eiffel de París, evento organizado por Cercle, un medio cultural que produce y transmite conciertos de música electrónica en vivo desde lugares nuevos e inusuales. Ese mismo año, Kraviz colaboró con Ray-Ban para publicar dos modelos gafas de sol.

## Ranking DJmag
| DJ          | 2018 | 2019 | 2020 | 2021 | 2022 |
| ----------- | ---- | ---- | ---- | ---- | ---- |
| Nina Kraviz | 97°  | 60°  | 66°  | 54°  | 122° |

## Ranking DJane
| DJ          | 2017 | 2018 | 2019 | 2020 | 2021 | 2022 |
| ----------- | ---- | ---- | ---- | ---- | ---- | ---- |
| Nina Kraviz | 6°   | 8°   | 4°   | 6°   | 9°   | 14°  |

## Premios y nominaciones
| Año  | Premio      | Nombramiento | Resultado |
| ---- | ----------- | ------------ | --------- |
| 2015 | DJ Awards   | «Techno»     |           |
| 2018 | DJ Magazine | «Mejor DJ»   | 97        |

## Vida personal
Kraviz nació y creció en Irkutsk, Siberia (Rusia). Estudió odontología a los 19 años en Moscú, donde más tarde obtuvo su residencia médica.
Según el diario británico The Guardian, «la educación tecno de Kraviz comenzó en su ciudad natal de Irkutsk y se desarrolló a finales de los años 90, cuando escuchaba transmisiones de radio electrónicas de música electrónica en la red Europa Plus. A finales de la década de 2000 vivía en Moscú, trabajaba como dentista en un hospital de veteranos de guerra durante el día y era DJ residente en un club los viernes por la noche».

## Discografía
| Álbumes                                      | Álbumes            | Álbumes            |
| -------------------------------------------- | ------------------ | ------------------ |
| Título                                       | Sello discográfico | Año de lanzamiento |
| Moses (con Sascha Funke)                     | BPitch Control     | 2010               |
| I'm Week                                     | Rekids             | 2010               |
| Nina Kraviz                                  | Rekids             | 2012               |
| Mr Jones                                     | Rekids             | 2013               |
| Nina Kraviz (The Remixes)                    | Rekids             | 2015               |
| Cyberpunk 2077: Radio Vol. 4 (con Bara Nova) | Lakeshore Records  | 2021               |

| Sencillos y EPs                                   | Sencillos y EPs                                   | Sencillos y EPs    |
| ------------------------------------------------- | ------------------------------------------------- | ------------------ |
| Título                                            | Sello discográfico                                | Año de lanzamiento |
| First Time                                        | Underground Quality                               | 2009               |
| Voices (Remixes)                                  | Underground Quality                               | 2009               |
| Pain in the Ass                                   | Rekids                                            | 2009               |
| Ghetto Kraviz                                     | Rekids                                            | 2011               |
| Aus (con King Aus)                                | Rekids                                            | 2012               |
| lets do it                                        | Trip (трип)                                       | 2015               |
| don't mind wrong keys                             | Trip (трип)                                       | 2016               |
| Pochuvstvui                                       | Trip (трип)                                       | 2017               |
| Opa                                               | Trip (трип)                                       | 2018               |
| Through The Looking Glass (con Special Request)   | Houndstooth                                       | 2018               |
| Feel My Butterfly (con Parris Mitchell)           | Snatch!                                           | 2019               |
| Stranno Stranno Neobjatno                         | Trip (трип)                                       | 2019               |
| Da                                                | Fabric Worldwide                                  | 2019               |
| Skyscrapers                                       | Nina Kraviz Music                                 | 2021               |
| This Time                                         | Nina Kraviz Music                                 | 2021               |
| Hace Ejercicios                                   | Trip (трип)                                       | 2022               |
| Tarde                                             | Nina Kraviz Music                                 | 2023               |
| white horse (con Indira Paganotto)                | Trip (трип)                                       | 2023               |
| Bailando                                          | Nina Kraviz Music (Publicado por Universal Music) | 2023               |
| Taxi Talk                                         | Rekids                                            | 2023               |
| SEX IN THE MACHINE TAKE 2 (con Jean-Michel Jarre) | Music Affair Entertainment                        | 2023               |

| Aparición en otros álbumes bajo su sello discográfico Trip (трип) | Aparición en otros álbumes bajo su sello discográfico Trip (трип)                        | Aparición en otros álbumes bajo su sello discográfico Trip (трип) |
| ----------------------------------------------------------------- | ---------------------------------------------------------------------------------------- | ----------------------------------------------------------------- |
| Título                                                            | Tema(s)                                                                                  | Año de lanzamiento                                                |
| The Deviant Octopus                                               | Prozimokampleme                                                                          | 2014                                                              |
| The Deviant Octopus                                               | IMPRV                                                                                    | 2014                                                              |
| De Niro Is Concerned                                              | No Criminals (con Exos)                                                                  | 2015                                                              |
| Ivan, Come On, Unlock The Box                                     | I Believe I Can Fly (KLM Delayed Flight Version)                                         | 2015                                                              |
| I Have A Question                                                 | Let's Do It                                                                              | 2015                                                              |
| When I Was 14                                                     | Don't Mind Wrong Keys                                                                    | 2016                                                              |
| Don't Mess With Cupid, 'Cause Cupid Ain't Stupid                  | Opa                                                                                      | 2018                                                              |
| Happy New Year! We Wish You Happiness!                            | U Ludei Est Pravo! (con Snazzy)                                                          | 2018                                                              |
| locus error                                                       | test                                                                                     | 2019                                                              |
| hot steel                                                         | X3                                                                                       | 2020                                                              |
| all his decisions                                                 | skyscrapers (con Vladimir Dubyshkin) [dubyshkin your background carpet like in ussr mix] | 2023                                                              |
| all his decisions                                                 | all his decisions                                                                        | 2023                                                              |
| hot steel: round 3                                                | tarde (nina kraviz psy mix)                                                              | 2023                                                              |

| DJ Mixes y compilaciones                                                                                        | DJ Mixes y compilaciones                       | DJ Mixes y compilaciones |
| --- | ---------------------------------------------- | ------------------------ |
| Título | Anfitrión                                      | Año de lanzamiento       |
| BBC Radio 1: Essential Mix                                                                                      | BBC Radio 1                                    | 2012                     |
| DJ-Kicks (Nina Kraviz)                                                                                          | DJ-Kicks                                       | 2015                     |
| Fabric 91: Nina Kraviz                                                                                          | Fabric 91                                      | 2016                     |
| Nina Kraviz presents: Galaxiid (junto a A-Z, 808 State, Aleksi Perala Bjarki, Dopplereffekt, Luke Vibert y PTU) | Printworks                                     | 2017                     |
| BBC Radio 1: Essential Mix                                                                                      | BBC Radio 1                                    | 2017                     |
| The Cover Mix: Nina Kraviz                                                                                      | Revista Mixmag                                 | 2017                     |
| Coachella Curated                                                                                               | Festival de Música y Artes de Coachella Valley | 2019                     |
| hot steel (at Moscow)                                                                                           | Trip Recordings (трип)                         | 2020                     |
| hot steel: round 2 (at Cavo Paradiso)                                                                           | Trip Recordings (трип)                         | 2021                     |
| Nina Kraviz presents: трип (junto a AADJA, Cerrot, Deniro, Terrence Dixon y U.R. Trax)                          | Printworks                                     | 2023                     |
| hot steel: round 3 (at Gobi Desert)                                                                             | Trip Recordings (трип)                         | 2023                     |